# In the Flesh (serie televisiva)
In the Flesh è una serie televisiva britannica trasmessa dal 17 marzo 2013 su BBC Three e BBC HD.
La serie, scritta da Dominic Mitchell e diretta da Jonny Campbell, rientra nei generi soprannaturale e horror, e racconta i fatti seguenti una presunta "apocalisse zombie". È stata rinnovata per una seconda stagione, trasmessa nel 2014. La serie è stata ufficialmente cancellata il 15 gennaio 2015.

## Trama
La trama è impostata subito dopo un attacco di zombie nel villaggio immaginario di Roarton (Lancashire, Inghilterra). L'adolescente Kieren Walker, morto suicida, viene "ri-animato" insieme a migliaia di altre persone morte in precedenza, diventando degli zombie. Dopo un lungo periodo di riabilitazione e di farmaci, gli zombie vengono giudicati e, se idonei, rimandati indietro alle loro case e famiglie.

## Episodi
| Stagione         | Episodi | Prima TV UK | Prima TV Italia |
| ---------------- | ------- | ----------- | --------------- |
| Prima stagione   | 3       | 2013        | inedita         |
| Seconda stagione | 6       | 2014        | inedita         |

## Personaggi e interpreti
- Kieren Walker (stagione 1-2), interpretato da Luke Newberry.
È un adolescente affetto da PDS (sindrome da decesso parziale) che viene reintegrato nella cittadina natale di Roarton, dopo esser stato sottoposto a dei trattamenti in un centro a Norfolk. Morto suicida, Kieren ha difficoltà a reintegrarsi in famiglia e nella società dopo il Risveglio. Rivive frequenti flashback di quando era famelico.
- Amy Dyer (stagione 1-2), interpretata da Emily Bevan.
È una ragazza morta di leucemia che riconosce Kieren e lo ricorda quando da famelici andavano a caccia assieme. Al contrario di Kieren, sembra accettare il suo stato da non morta e lo considera più come una benedizione che una punizione.
- Jem Walker (stagione 1-2), interpretata da Harriet Cains.
È la sorella di Kieren Walker e membro della HVF (Human Volunteer Force), una squadra dedita all'eliminazione degli affetti da PDS in stato famelico. Ha difficoltà ad accettare il ritorno a casa di suo fratello Kieren, ma ciò nonostante si prende cura di lui e lo protegge.
- Rick Macey (stagione 1), interpretato da David Walmsley.
È un ex membro dell'esercito, che si presume essere morto in Afghanistan. Era il ragazzo di Kieren ed il figlio del leader dell'HVF, Bill Macey. Alla fine del primo episodio, si scopre che anche Rick subito dopo la sua morte in Afghanistan si è risvegliato ed è stato sottoposto alle cure per PDS. Rick vuole vivere la sua vita come se non fosse mai stato un non morto, ma il suo corpo non gli permette di mangiare e bere come i normali esseri umani.
- Bill Macey (stagione 1), interpretato da Steve Evets.
È il capo del reggimento HVF di Roarton, il quale trasforma il gruppo in una forza dedita a proteggere il paese anche dal ritorno degli affetti da PDS sottoposti ai trattamenti di cura, nel timore che possano attaccare di nuovo. Bill dovrà però presto accettare il ritorno a casa di suo figlio Rick morto in Afghanistan e sottoposto anche lui ai trattamenti.
- Simon Monroe (stagione 2), interpretato da Emmett Scanlan.
È un affetto da PDS che accompagna Amy Dyer nel ritorno a Roarton e fa parte dell'ULA (Esercito di Liberazione Non-morta), dove ha il compito di trovare il primo risorto.
- Maxine Martin (stagione 2), interpretata da Wunmi Mosaku.
È la deputata del partito Victus, diffidente alla reintegrazione degli affetti da PDS nella società.
- Oddie (stagioni 1-2), interpretato da Kenneth Cranham.
È il vicario locale di Roarton il quale suggestiona (o almeno crede) gli abitanti di Roarton, ritenendo i malati di PDS malvagi e sostenendo che dovrebbero essere uccisi.
- Gary Kendal (stagione 1-2), interpretato da Kevin Sutton.
È il secondo in comando e successivamente il comandante dell'HVF. Dirige poi il Servizio di Recupero di Roarton per Maxine Martin, e inizia una relazione con Jem.
- Philip Wilson (stagione 1-2), interpretato da Stephen Thompson.
È il consigliere della cittadina e collabora con il vicario Oddie. È innamorato di Amy Dyer con la quale inizia una relazione al suo ritorno in Roarton.